# Mercedes-Benz W02
Mercedes-Benz W02 este un automobil de dimensiuni medii și motor de doi litri, cu 6 cilindri, lansat de Daimler-Benz la „Salonul Auto” de la Berlin, în octombrie 1926. Acesta a fost proiectat în grabă, sub conducerea directorului tehnic Ferdinand Porsche, în paralel cu Mercedes-Benz W01, un autoturism de dimensiuni ceva mai reduse (care nu a depășit niciodată stadiul de prototip) și Mercedes-Benz W03, o mașină mai mare, cu motor de trei litri, chiar după dupa crearea oficială a Daimler-Benz, în iulie 1926, prin fuziunea dintre cei doi coloși ai producției de autoturisme,  Daimler și Benz & Cie.
Modelele pentru anul 1926 ale noii companii nu au fost caracterizate de excesul de sofisticare tehnică, ci au provenit dintr-o companie cu reputație îndelungată în ceea ce privește calitatea: problemele grave de frânare ale seriilor anterioare  au reprezentat conflictul dintre președintele Daimler-Benz, Wilhelm Kissel, și directorul tehnic responsabil pentru noile modele: contractul de muncă al lui Porsche nu a fost reînnoit după 1928, ceea ce a condus la un aspru proces de litigiu.

## Convenția denumirilor
Producătorul a aplicat convențiile de denumire specifice germane, folosite la scară largă în vremea respectivă. La modelul Mercedes-Benz 8/38 PS, cifra „8” definea puterea mașinii calculată de autoritățile fiscale, utilizată pentru a determina nivelul impozitului anual pe autovehicule care se impunea proprietarilor de autoturisme, iar „38” marchează  pretențiile producătorului cu privire la puterea reală a autovehiculului, așa cum este ea definită de sistemul de măsurare -  puterea metrică (PS, cv, hk, pk, ks, ch). Sub aspect fiscal, în Germania, caii putere, așa cum erau definiți de statutul din 1906, se bazau pe dimensiunile cilindrilor motorului.
Spre deosebire de celelalte sisteme, folosite în oricare altă parte a Europei, sistemul german de calculare a puterii motorului includea atât diametrul cilindilor, cât și lungimea cursei pistoanelor, astfel că exista o relație directă între capacitatea unui motor și taxele impuse de autoritățile fiscale proprietarului automobilului.
Modelul a fost relansat efectiv în 1929 și, deși nu au existat multe modificări pe hârtie, mașina era acum mai modernă și stilată, datorită atenției lui Hans Nibel, care din ianuarie 1929, este numit ca nou  director tehnic și primește responsabilitatea dezvoltării  seriei curente.  Relansarea vine și cu un nume nou, iar mașina este vândută1 ca Mercedes-Benz Tip Stuttgart 200.

În retrospectivă, automobilele sunt adesea cunoscute după numărul de serie dat de companie, cum ar fi Mercedes-Benz W02, deoarece acest lucru minimizează riscul de confuzie cu alte modele Mercedes-Benz cu nume similare, Mercedes-Benz Typ 200.

## Mercedes-Benz Typ 8/38 PS (1926–1928)
Pentru această serie, clienții puteau achiziționa separat șasiul gol, în cazul în care aceștia doreau să cumpere o caroserie de la un constructor de automobile independent. Caroseriile standard ale producătorului variau de la un „Tourenwagen” cu caroserie tip Torpedo, iar gama includea chiar și caroserii cu 2 sau cu 4 uși „Limousine” (sedan / saloon). Caroseriile proiectate inițial de producător includeau și două tipuri diferite de Cabriolet Mercedez-Benz.
Motorul cu valve cu supape laterale și șase cilindri, la o capacitate de 1.988 cc, dezvolta o putere maximă de 38 PS (28 kW; 37 CP) la 3.400 rpm, care era transpusă într-o viteză maximă de 75 km / h (47 mph). Transmisia era una manuală, în trei trepte, cu tracțiunea pe roțile din spate, care au fost fixate pe o axă rigidă suspendată pe arcuri cu foi eliptice. Sistemul de frânare acționa pe toate cele patru roți, fiind controlat mecanic, prin intermediul etreierelor.
Începând cu anul 1927, era disponibilă și o versiune dubiță de transport, de dimensiuni reduse, cunoscută ca Mercedes-Benz Lieferwagen Typ L 3/4, destinată fie transportului de marfă, fie ca microbuz cu zece locuri.
Strategia de stabilire a prețurilor utilizată de producător în primii ani de după lansarea seriei nu a fost una tocmai potrivită pieței. Inițial, prețurile aveau valori mult prea mari, iar când au fost reduse cu sume între 500 și 1 000 de mărci, aceasta a dat naștere unui zvon conform căruia modelul avea să fie înlocuit, iar mașinile existente erau evaluate ca modele „run-out”. Aceasta a fost douar o parte din motivul conflictelor din cadrul consiliului  direcgtorul al producătorului, care au culminat cu plecarea directorului tehnic Porsche, la sfârșitul anului 1928.

## Mercedes-Benz 8/38 PS Typ Stuttgart 200 (1929–1933)
Mașina a fost  relansată sub numele de „Mercedes-Benz Tip Stuttgart 200”, păstrând motorul de 1,988 cc cu armătură laterală lansat în anul precedent. Puterea maximă revendicată a rămas, de asemenea, neschimbată la 38 PS (28 kW; 37 CP). Chiar și așa, acest nivel de putere putea fi acum atins la o turație ușor redusă, de numai 3200 rpm. Raportul de compresie a crescut substanțial, de la 5:1 la 6.2:1, iar carburatorul „Zenith 30 HKG”  a fost înlocuit cu un „Solex 30 MOHLT” (deși, aparent diametrul acestuia este neschimbat).
La fel ca înainte, transmisia cu trei trepte era disponibilă ca dotare standard, dar acum clienții puteau opta și pentru o transmisie manuală în patru trepte. Raportul inferior a rămas neschimbat pentru ambele transmisii, iar cea de-a patra treaptă, în cazul celei cu patru viteze, ajungea la un raport de compresie de 1: 0,76. Impactul produs de combinația acestor schimbări ale motorului și transmisiei, permite producătorului să mărească viteza maximă listată la 80 km / h (50 mph), deși în acest moment viteza maximă reală ar fi depins de un număr de variabile, inclusive de tipul caroseriei alese.
În cazul seriei Typ 200, dispar versiunile “dubiță de transport” și limuzină cu 2 uși, iar limuzina cu patru uși, cotată la un preț cu doar 80 de mărci mai mare decât prețul de pornire al modelului „Tourenwagen” cu caroserie tip Torpedo se regăsește și în această gamă.
Anul 1929 aduce lansarea seriei Mercedes-Benz W11, ale cărei modele erau, practic, identice cu cele anterioare, cu deosebirea că acestea erau dotate cu un motor mai mare și o paletă de caroserii mult mai largă.
Între anii 1927 și 1931, modelul „8/38 PS / Typ Stuttgart 200” și modelul „Stuttgart 260”, o versiune ceva mai puternică, dar foarte asemănătoare, au fost reprezentanții de top ai gamei Mercedes-Benz. Perioada a fost una deosebit de dificilă pentru industria auto din Germania, vânzările de autoturisme suferind scăderi drastice. Cele 4.788 de automobile asamblate în 1927 au reprezentat 61% din producția marelui producător.  Cifrele corespunzătoare pentru următorii cinci ani (cu excepția versiunilor de dubiță și a automobilelor militare) sunt:
1928: 3 938 exemplare / 63%
1929: 5 640 exemplare / 56%
1930: 4 453 exemplare /  69%
1931: 2 320 exemplare / 70%
1932: 885 exemplare / 15%
(1932 aduce lansarea modelului W15, un concept cu totul nou și de dimensiuni mult mai reduse)
Producția automobilelor Mercedes Benz „8/38 PS / W02” cu motoare de 1,988 cc a luat sfârșit în 1933, timp în care au fost produse 16, 956 de exemplare. (Dacă am include în cifra de producție și seria W11, automobile mult mai puternice, totalul depășește lejer 20.000.) Modelul W21, care vine ca un înlocuitor al seriei W02, a fost lansat în 1933, anul în care perspectivele  industriei producătoare de automobile erau ceva mai puțin sumbre, cel puțin pe termen scurt.
Aceste statistici nu includ versiunile „Kübelwagen” (cvasi-Jeep) ale modelului, care au continuat să fie produse până în 1936.